# Mizukumi Stream
Koordinaten: 69° 0′ S, 39° 35′ O
Der Mizukumi Stream (japanisch 水汲み沢 Mizukumi-zawa, deutsch ‚Wassermalfluss‘) ist ein Schmelzwasserfluss auf der Ost-Ongul-Insel vor der Prinz-Harald-Küste des ostantarktischen Königin-Maud-Lands. Er liegt nördlich des Hachinosu Peak.
Luftaufnahmen und Vermessungen japanischer Wissenschaftler aus den Jahren von 1957 bis 1962 dienten seiner Kartierung. Das Advisory Committee on Antarctic Names übertrug die japanische Benennung 1968 in einer Teilübersetzung ins Englische.